# Барон Дејвис
Барон Дејвис (енгл. Baron Walter Louis Davis; Лос Анђелес, Калифорнија, 13. април 1979) је бивши амерички кошаркаш. Играо је на позицији плејмејкера.

## Успеси

### Појединачни
- НБА Ол-стар утакмица (2): 2002, 2004.
- Идеални тим НБА — трећа постава: 2003/04.
- Победник НБА такмичења у вештинама (1): 2004.